# Brockhaus

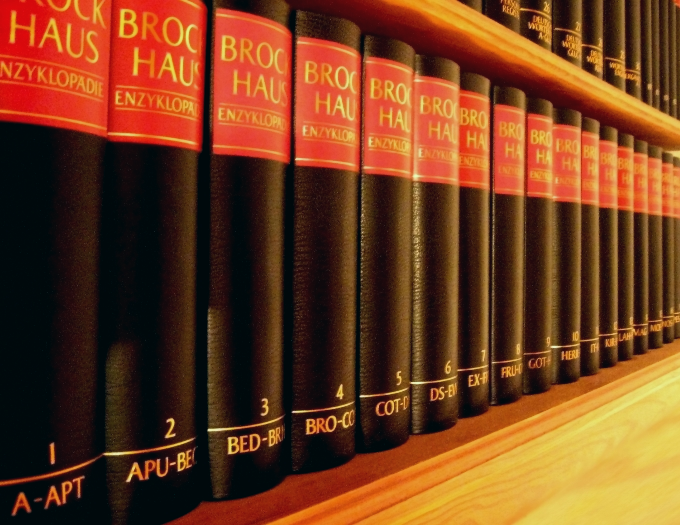
Několik svazků 19. vydání Brockhaus Enzyklopädie

Brockhaus, Brockhaus Lexikon nebo Brockhaus Enzyklopädie je mnohosvazková obecná encyklopedie v němčině. Toto dílo bylo v průběhu času nazýváno různě, nejprve Conversations-Lexikon, Brockhaus’ Konversations-Lexikon, dále Der Große Brockhaus. Od roku 1996 je oficiální jméno tohoto obsáhlého díla Brockhaus Enzyklopädie. K prvnímu vydání došlo v letech 1796–1808 v Lipsku v rozsahu šesti svazků, nakladatel byl Friedrich Arnold Brockhaus. Další důležitá vydání jsou patnácté z let 1928–1935, čítající dvacet svazků, devatenácté (dvacet šest svazků) a zatím poslední, dvacáté první vydání z let 2005–2006, čítající třicet svazků.
O vydávání Brockhausu se staralo nakladatelství F. A. Brockhaus až do roku 1984, kdy bylo spojeno s nakladatelstvím Bibliographisches Institut (Bibliografický institut), které do té doby vydávalo svou vlastní velkou encyklopedii Meyers Konversations-Lexikon. Tím vzniklo nakladatelství Bibliographisches Institut & F. A. Brockhaus.
Vzhledem k tomu, že digitalizace vědomostí pokračuje razantním tempem, rozhodl v roce 2013 nový majitel nakladatelství, celosvětově činný velký mediální koncern Bertelsmann (mj. majitel televizní společnosti RTL), že už nebude žádné další tištěné vydání této encyklopedie, nýbrž napříště budou publikovány jen verze digitální respektive onlinové.